# 全国优秀儿童文学奖
全国优秀儿童文学奖，1980年建立，全国优秀儿童文学奖是中国为鼓励优秀儿童文学创作而设立的奖项，是中国具有最高荣誉的文学大奖之一。主办方是中国作家协会，每3年颁发一次，涵盖小说、幼儿文学、诗歌、散文、纪实文学。它同茅盾文学奖、鲁迅文学奖、少数民族文学“骏马奖”并列的中国四大文学奖。

## 届次

### 第1届
- 长篇小说：严阵《荒漠奇踪》、颜烟《盐丁儿》、柯岩《寻找回来的世界》、萧育轩《乱世少年》
- 中篇小说：程玮《来自异国的孩子》、郑春华《紫罗兰幼儿园》
- 短篇小说：关夕之《五虎将和他们的教练》、邱勋《三色圆珠笔》、曹文轩《再见了，我的星星》、常新港《独船》、沈石溪《第七条猎狗》、刘健屏《我要我的雕刻刀》、罗辰生《白脖儿》、张映文《扶我上战马的人》、乌热尔图《老人和鹿》、蔺瑾《冰河上的激战》、刘厚明《阿城的龟》、方国荣《彩色的梦》、刘心武《我可不怕十三岁》
- 中篇童话：路展《雁翅下的星光》、诸志祥《黑猫警长》、葛翠琳《翻跟头的小木偶》
- 短篇童话：孙幼军《小狗的小房子》、宗璞《总鳍鱼的故事》、吴梦起《老鼠看下棋》、赵燕翼《小燕子和它的三邻居》、郑渊洁《开直升飞机的小老鼠》、洪汛涛《狼毫笔的来历》
- 诗歌：高洪波《我想》、田地《我爱我的祖国》、金波《春的消息》、樊发稼《小娃娃的歌》、申爱萍《再给陌生的父亲》
- 散文：张岐《俺家门前的海》、乔传藻《醉麂》、陈丹燕《中国少女》、陈益《十八双鞋》
- 寓言：曲一日《狐狸艾克》
- 报告文学：胡景芳《作家与少年犯》、董宏猷《王江旋风》
- 科幻文学：郑文光《神翼》

### 第2届
- 小说：刘健屏《今年你七岁》、沈石溪《一只猎雕的遭遇》、邱勋《雪国梦》、李建树《走向审判庭》、罗辰生《下世纪的公民们》、秦文君《少女罗薇》、曹文轩《山羊不吃天堂草》、关登瀛《西部流浪记》、金曾豪《狼的故事》、程玮《少女的红发卡》、韩辉光《校园喜剧》、张之路《第三军团》、常新港《青春的荒草地》、葛冰《绿猫》
- 童话：张秋生《小巴掌童话》、周锐《扣子老三》、郑允钦《吃耳朵的妖精》、孙幼军《怪老头儿》、冰波《毒蜘蛛之死》
- 散文和报告文学：吴然《小鸟在歌唱》、孙云晓《16岁的思索》、郭风《孙悟空在我们村子里》、班马《星球的细语》
- 诗歌：徐鲁《我们这个年纪的梦》、金波《在我和你之间》、刘丙钧《绿蚂蚁》
- 幼儿文学：谢华《岩石上的小蝌蚪》、薛卫民《快乐的小动物》、鲁兵《虎娃》

### 第3届
- 小说：秦文君《男生贾里》、金曾豪《青春口哨》、董宏猷《十四岁的森林》、从维熙《裸雪》、车培晶《神秘的猎人》、关登瀛《小脚印》、张之路《有老鼠片铅笔吗》、沈石溪《红奶羊》
- 童话：冰波《狼蝙蝠》、周锐《哼哈二将》、郑允钦《树怪巴克夏》、葛翠琳《会唱歌的画像》
- 诗歌：邱易东《到你的远山去》、金波《林中月夜》
- 散文：高洪波《悄悄话》、庞敏《淡淡的白梅》、苏叔阳《我们的母亲叫中国》
- 幼儿文学：张秋生《鹅妈妈和西瓜蛋》、郑春华《大头儿子小头爸爸》

### 第4届
- 长篇小说：金曾豪《苍狼》、秦文君《小鬼鲁智胜》、梅子涵《女儿的故事》、曹文轩《草房子》、黄蓓佳《我要做好孩子》、郁秀《花季·雨季》
- 中篇小说和短篇小说：张品成《赤色小子》、董宏猷《一百个中国孩子的梦》
- 童话：孙幼军《唏哩呼噜历险记》、汤素兰《小朵朵与半个巫婆》、保冬妮《屎克郎先生波比拉》、张之路《我和我的影子》
- 幼儿文学：王晓明《花生米样的云》、郑春华《大头儿子和隔壁大大叔》、野军《长鼻子和短鼻子》
- 诗歌：薛卫民《为一片绿叶而歌》
- 散文：刘先平《扇叶寻趣》
- 纪实文学：李凤杰《还你一片蓝天》

### 第5届
- 长篇小说：周锐、周双宁《中国兔子德国草》、黄喆生《吹响欧巴》、方敏《大绝唱》、秦文君《属于少年刘格诗的自白》
- 中篇小说和短篇小说：薛涛《随蒲公英一起飞的女孩》、张品成《永远的哨兵》
- 童话：汤素兰《笨狼的故事》
- 散文：谷应《中国孩子的梦》、吴然《小霞客西南游》、孙幼军《怪老头随想录》
- 诗歌：金波《我们去看海》、王宜振《笛王的故事》
- 幼儿文学：郑春华《幼儿园的男老师》
- 寓言：雨雨《美食家狩猎》
- 科幻作品：张之路《非法智慧》
- 传记和纪实文学：巢扬《严文井评传》、刘先平《黑叶猴王国探险记》
- 青年作家文学：王一梅《书本里的蚂蚁》、高凯和村小《生字课》、林彦《单纯》

### 第6届
- 长篇小说：曹文轩《细米》、常新港《陈土的六根头发》、沈石溪《鸟奴》、杨红樱《漂亮老师和坏小子》
- 中篇小说和短篇小说：刘东《轰然作响的记忆》
- 童话：王一梅《鼹鼠的月亮河》、冰波《阿笨猫全传》、金波《乌丢丢的奇遇》、熊磊《小鼹鼠的土豆》
- 诗歌：王立春《骑扁马的扁人》
- 散文：金曾豪《蓝调江南》
- 纪实文学：妞妞《长翅膀的绵阳》
- 文学批评：徐妍《凄美的深潭：“低龄化写作”对传统儿童文学的颠覆》
- 青年作家文学：三三《一只与肖恩同岁的鸡》、赵海虹《追日》

### 第7届
- 长篇小说：三三《舞蹈课》、格日勒其木格·黑鹤《黑焰》、谢倩霓《喜欢不是罪》、李学斌《蔚蓝色的夏天》、曹文轩《青铜葵花》
- 中篇小说和短篇小说：常星儿《回望沙原》
- 童话：皮朝辉《面包狼》、葛翠琳《核桃山》
- 诗歌：张晓楠《叶子是树的羽毛》
- 散文：彭学军《纸风铃·紫风铃》
- 纪实文学：韩青辰《飞翔，哪怕翅膀断了心》
- 科幻作品：张之路《极限幻觉》
- 青年作家文学：李丽萍《选一个人去天国》

### 第8届
- 小说：郑春华《非常小子马鸣加》、黄蓓佳《你是我的宝贝》、彭学军《腰门》、曾小春《公元前的桃花》、王巨成《穿过忧伤的花季》、翌平《少年摔跤王》、格日勒其木格·黑鹤《狼獾河》、薛涛《满山打鬼子》、曹文轩《黄琉璃》
- 童话：李东华《猪笨笨的幸福时光》、汤素兰《奇迹花园》、金波《蓝雪花》
- 诗歌：萧萍《狂欢节，女王一岁了》
- 散文：吴然《踩新路》
- 幼儿文学：白冰《狐狸鸟》
- 报告文学：邱易东《空巢十二月：留守中学生的成长故事》
- 科幻作品：张之路《小猪大侠莫跑跑·绝境逢生》、位梦华《独闯北极》
- 文学批评：张锦贻《改革开放30年的少数民族儿童文学》
- 青年作家文学：汤汤《到你心里躲一躲》

### 第9届
- 小说：胡继风《鸟背上的故乡》、张之路《千雯之舞》、邓湘子《像风一样奔跑》、李秋沅《木棉·流年》、常新港《五头蒜》、曹文轩《丁丁当当·盲羊》、牧铃《影子行动》
- 诗歌：任溶溶《我成了个隐身人》、安武林《月光下的蝈蝈》
- 童话：汤汤《汤汤缤纷成长童话集》、左昡《住在房梁上的必必》、萧袤《住在先生小姐城》、刘海栖《无尾小鼠历险记·没尾巴的烦恼》
- 散文：孙卫卫《小小孩的春天》、韩开春《虫虫》
- 科幻作品：胡冬林《巨虫公园》、刘慈欣《三体3·死神永生》
- 幼儿文学：张洁《穿着绿披风的吉莉》、单瑛琪《小嘎豆有十万个鬼点子·好好吃饭》
- 青年作家文学：陈诗哥《风居住的街道》